# Mati Laur
Mati Laur (ur. 17 czerwca 1955 w Abja-Paluoja) – estoński historyk, kierownik Katedry Historii Powszechnej Uniwersytetu Tartuskiego. Specjalizuje się w dziejach Liwonii w okresie nowożytnym.
Odznaczony Orderem Gwiazdy Białej IV klasy, w 2009 został odznaczony Srebrnym Krzyżem Zasługi.